# Oil Springs, Ontario
Oil Springs är en ort i Kanada.   Den ligger i provinsen Ontario, i den sydöstra delen av landet, 600 km sydväst om huvudstaden Ottawa. Oil Springs ligger 196 meter över havet och antalet invånare är 704.
Terrängen runt Oil Springs är mycket platt. Runt Oil Springs är det mycket glesbefolkat, med 5 invånare per kvadratkilometer.. Närmaste större samhälle är Petrolia, 9,6 km norr om Oil Springs.
Trakten runt Oil Springs består till största delen av jordbruksmark.